# Ivo Mancini
Ivo Mancini (* 6. April 1915 in Guasticce di Collesalvetti; † 24. Februar 2000 in Livorno) war ein italienischer Radrennfahrer und Weltmeister im Radsport.

## Sportliche Laufbahn
Mancini war im Straßenradsport aktiv. Von 1932 bis 1934 gewann er als Amateur insgesamt 54 Rennen. 1935 war das Jahr seiner größten sportlichen Erfolge. Er wurde zunächst italienischer Meister im Straßenrennen der Amateure und im August dann in Belgien Weltmeister der Amateure. In dem Rennen um die UCI-Weltmeisterschaft, das 32 Fahrer aus 12 Nationen (darunter die Italiener Mancini, Olimpio Bizzi und Del Cancia) bestritten, startete Mancini kurz vor dem Ziel einen erfolgreichen Ausreißversuch, der ihm im Ziel 17 Sekunden Vorsprung vor Robert Charpentier aus Frankreich und dem Dänen Grundhall einbrachte. In Italien gewann er im selben Jahr u. a. den Grand Premio Maino. In der folgenden Saison wurde er Berufsfahrer. Er war von 1936 (mit Unterbrechung durch den Zweiten Weltkrieg) bis 1947 Berufsfahrer. 1939 startete er im Giro d’Italia und beendete das Rennen als 53. des Gesamtklassements, nachdem er 1936 und 1937 ausgeschieden war. Mancini gewann als Berufsfahrer zwei Rennen.